# Slöjmussling
Slöjmussling (Pleurotus calyptratus) är en svampart som först beskrevs av Lindblad, och fick sitt nu gällande namn av Pier Andrea Saccardo 1887. Slöjmussling ingår i släktet Pleurotus och familjen musslingar.  Arten är reproducerande i Sverige. Inga underarter finns listade i Catalogue of Life.